# Англетер
«Англете́р» (Hôtel d’Angleterre от фр. Angleterre — Англия) — гостиница в центре Санкт-Петербурга. Находится на углу Вознесенского проспекта и Малой Морской улицы (д. 24), выходит на Исаакиевскую площадь.
С 1970-х гг. относится к гостиничному комплексу «Астория».

## История

### XIX век
Первое здание на рассматриваемом участке было построено в начале XIX века по проекту неизвестного архитектора и впоследствии неоднократно перестраивалось. В 1840 году купец 3-й гильдии Наполеон Бокен (или, на русский манер, Бокин) открыл в нём гостиницу «Наполеон». В 1845—1846 годах её перестроили под доходный дом С. Поггенполя по проекту архитектора Адриана Робена. В 1876 году дом был перестроен под гостиницу «Шмидт-Англия» — по фамилии владелицы Терезы Шмидт.
В 1911—1914 годах гостиницей владела семья Шотте, тогда здание вновь перестроили. К 1917-му в гостинице было 75 номеров, путеводитель по Петербургу называл её одной из самых роскошных в городе. В 1920-х «Англетер» был переведён под управление «Астории». Название отеля многократно менялось: в 1910-х он на французский манер назывался «Англетер», с 1919 года до октября 1925-го — «Интернационал», с 1925 по 1948 — снова «Англетер», а с 1948 — «Ленинградская».
В годы Великой Отечественной войны в «Англетере» работал эвакуационный госпиталь для легкораненых № 926. После войны некоторое время в «Астории» и «Англетере» располагались квартиры для представителей важных творческих династий. Им также выделили участки земли в сквере на Исаакиевской площади: в воспоминаниях Эмиля Кио описан расположенный там огород его семьи.
С 30 декабря 1948 года «Англетер» был переименован в гостиницу «Ленинградскую», а чуть позднее — в «корпус Б» гостиницы «Астория». В 1965-м был проведён косметический ремонт. Официально под управление «Астории» «Англетер» перешёл в 1975 году.

### Снос и «Группа спасения»
В 1985 году власти Петербурга признали «Англетер» аварийным и закрыли, а в 1987-м — объявили о решении снести здание и перестроить с воссозданием оригинальных фасадов. Хотя на тот момент оно не имело статуса памятника архитектуры, здание находилось в охранной зоне и для любых работ с ним требовались согласования с Обществом охраны памятников и Министерством культуры РСФСР, которые получены не были. Кроме того, по мнению независимых экспертов аварийным оно не являлось и не требовало полного демонтажа. Решение властей о сносе вызвало массовый протест горожан, не имевший прецедентов за историю СССР. С 16 по 18 марта 1987-го первое градозащитное объединение «Группа спасения памятников истории и культуры Ленинграда» вело у здания протестный пикет, который поддержали многие известные деятели культуры. Активисты окружили забор вокруг здания живой цепью, не допуская строительную технику для сноса здания, на Исаакиевской площади собралось около 22 тысяч человек протестующих. Ленгорисполком отреагировал, 18 марта пригласив в качестве представителей от градозащитников Алексея Ковалёва, Татьяну Лиханову и Ивана Паукова в Мариинский дворец для переговоров. Занимавшая тогда пост заместителя председателя Ленгорисполкома Валентина Матвиенко пообещала активистам, что здание не тронут. Однако буквально на следующий день милиция и внутренние войска разогнали активистов, а «Англетер» снесли.
Хотя для исторических зданий, которые подлежат восстановлению в оригинальном облике, применяется щадящая техника ручной разборки, очевидцы сноса «Англетера» свидетельствовали, что он был произведён грубым методом — у здания «подрубили» фасад, а затем привязали остатки нижних простенков к тяжёлой технике, после чего растащили их в стороны и обрушили здание.
В ответ на снос здания градозащитники организовали постоянно действующий «Пост общественной информации» прямо напротив стройплощадки, на котором в открытом доступе разместили документы о том, почему разрушение «Англетера» было незаконным, и собрали свыше 20 тысяч подписей против сноса. Через месяц состоялся митинг «Месяц памяти „Англетера“», собравший около двух тысяч участников.
Главным архитектором реконструкции гостиницы был назначен А. И. Прибульский, его соавторами стали В. Е. Менгден и Л. А. Ухова, работы вела финская строительная фирма «ЮИТ-Юхтюмя». Новое здание «Англетера» было открыто 28 января 1991 года.

## Люди и события в Англетере
- С 4 (18) по 10 (22) января 1886 года в гостинице останавливался Антон Павлович Чехов.
- 17 (29) июня 1889 года в гостинице на 75-м году жизни скоропостижно скончался Джон Джеймс Юз, основатель и директор Завода Новороссийского общества (Юзовского завода), благодаря которому возник современный Донецк. Смерть произошла от апоплексического удара.
- Летом 1921 года в Советскую Россию приехала Айседора Дункан. Она жила в гостинице «Англетер», в гостях у неё бывали многие советские музыканты.
- Утром 28 декабря 1925 года в номере 5 гостиницы «Англетер» был обнаружен мёртвым поэт Сергей Есенин[4]. По официальной версии, он покончил с собой накануне вечером, написав перед смертью своё последнее стихотворение: «До свиданья, друг мой, до свиданья…»